# Honda XL 1000V Varadero
La Honda XL 1000V Varadero è una moto prodotta dalla casa motociclistica giapponese Honda dal 1998 al 2013.
Diverse versioni sono state in produzione dal 1998 al 2013. L'iniezione di carburante, che è stata introdotta nel 2003, ha garantito anche un funzionamento più fluido e regolare del motore e dell'acceleratore, oltre che dall'introduzione dell'ABS.
La Varadero nella gamma Honda dell'epoca è una sorta di "fratello maggiore" della Transalp.

## Storia
Il nome Varadero riprende quello di una località balneare cubana.

### XL1000VA
La prima versione della motocicletta definita come "Adventure Touring" e chiamata XL1000V Varadero montava un motore bicilindrico a V da 996 cc che venne presentato al pubblico al salone motociclistico di Monaco del 1998. Lanciata sul mercato nel 1998, l'architettura del motore era basata su quella della Honda VTR1000F Firestorm/Superhawk. La categoria moto era stata progettata dai tecnici Honda per i lunghi viaggi con capacità fuoristradistiche basiche.
Tutte le versioni montavano il motore bicilindrico a V raffreddato a liquido. Nel 2001, Honda introdusse il suo sistema Honda Ignition Security System (HISS), essenzialmente un sistema antifurto immobilizzatore del motore simile a quelli utilizzato nelle automobili.
Nel 2001 la produzione della Varadero venne spostata nello stabilimento spagnolo di Montesa.
Nel 2003 ricevette alcuni importanti aggiornamenti, questi includevano: il passaggio all'iniezione di carburante e l'aggiunta di un cambio a sei marce, alcune modifiche estetiche e un nuovo quadro strumenti. Queste modifiche hanno migliorato l'erogazione della coppia e ridotto i consumi di carburante. Nello stesso anno venne introdotto l'ABS.